# Komagane
Komagane (jap. 駒ヶ根市 Komagane-shi) – miasto w środkowej części wyspy Honsiu, w Japonii, w prefekturze Nagano.

## Położenie
Miasto jest położone w południowej części prefektury Nagano, u podnóża gór Kiso. Graniczy od północy z miastem Ina.

## Miasta partnerskie
- Nepal: Pokhara